# Bill Watterson
William B. Watterson II, detto Bill (Washington, 5 luglio 1958), è un fumettista statunitense autore della striscia a fumetti Calvin & Hobbes.

## Biografia
Figlio di James G. Watterson, consulente brevettuale, e di Kathryn, all'età di sei anni si trasferì con la famiglia a Chagrin Falls, nell'Ohio, dove sua madre divenne membro della giunta comunale. Ha un fratello più giovane, Tom, che ha insegnato in una scuola superiore ad Austin, in Texas. Nel 1980 Watterson si laureò in scienze politiche al Kenyon College di Gambier. Subito dopo il Cincinnati Post gli offrì un lavoro come disegnatore di vignette politiche per un tempo di prova di sei mesi.
"L'accordo era che, se le cose non avessero funzionato nei primi mesi, me ne sarei potuto andare o avrebbero potuto licenziarmi senza troppe chiacchiere. Come da copione, le cose non funzionarono e fui licenziato, senza troppe chiacchiere.
Credo che il direttore volesse un Jeff MacNelly (vincitore del Pulitzer a 24 anni), probabilmente delusi le sue aspettative. I miei giorni a Cincinnati furono molto kafkiani: ero in città da appena due settimane e il direttore pretendeva che affrontassi temi locali anziché nazionali. Cincinnati è una strana città con un sistema tripartitico e retta da un city manager nominato, ma non feci in tempo a capire le sue dinamiche che ero già in coda davanti allo sportello della disoccupazione. Non posso dire di essere partito con il piede giusto. All'epoca, tra l'altro, Cincinnati cominciava a scoprire il grande talento del fumettista Jim Borgman, che scriveva per l'altro giornale cittadino, ma non ebbi modo di beneficiare di questo possibile dualismo".
Entrò quindi in una piccola agenzia pubblicitaria e vi lavorò per quattro anni come disegnatore, realizzando disegni per beni di consumo; in parallelo lavorava a progetti personali, tra cui una possibile striscia di fumetti e collaborazioni con la rivista Target: The Political Cartoon Quarterly.
Da artista freelance, Watterson ha lavorato su diversi progetti, come la copertina dell'album del gruppo musicale di suo fratello, calendari, decorazioni di abiti, libri scolastici, copertine di riviste.
Calvin and Hobbes è stato pubblicato per la prima volta il 18 novembre 1985.
Watterson passò gran parte della sua carriera nel provare a cambiare l'atteggiamento della gente nei confronti dei fumetti. Egli credeva che il valore artistico dei fumetti fosse sottovalutato, lo spazio che occupavano nei giornali continuamente diminuito e spesso sottoposti ad arbitrari capricci degli editori (in una occasione, Watterson disse "Sono un disegnatore, non il leader di una impresa commerciale di Calvin & Hobbes"). Watterson credeva che l'arte non dovesse essere giudicata in base al fine per la quale fosse creata (cioè non c'è un'arte "alta" e una arte "bassa", solo arte).
Watterson è anche conosciuto per le sue battaglie personali contro la struttura obbligatoria imposta dai giornali sulle vignette: il fumetto standard iniziava con un largo ed ampio rettangolo caratterizzato dal logo del fumetto, e la striscia era presentata in una serie di rettangoli di diversa larghezza, limitando le opzioni di rappresentabilità del disegnatore. Watterson riuscì, da contratto, a liberarsi di queste costrizioni per Calvin & Hobbes, disegnando il suo cartone domenicale nel modo in cui voleva. In molte tavole, le vignette sono sovrapposte o contenute in altre vignette; in altre, l'azione avviene diagonalmente rispetto alla striscia.
In ogni caso, Watterson combatté costantemente contro le tante cose che egli sentiva impoverissero i suoi fumetti. Egli si rifiutò di realizzare del merchandise delle sue creazioni poiché, secondo lui, tazze, adesivi e magliette avrebbero svalorizzato i personaggi e la loro personalità. Questo è anche il motivo per cui ha sempre rifiutato che la strip diventasse un cartone animato. Watterson combatté la sua difficile battaglia contro le pressioni degli editori fino (e dopo) la fine della sua carriera.
Watterson prese due ampie pause dallo scrivere strisce, dal maggio 1991 a febbraio 1992 e da aprile a dicembre del 1994.
In una breve lettera ai lettori, resa pubblica il 9 novembre 1995, Watterson annunciava il suo ritiro:
"Caro Lettore:
Smetterò di disegnare Calvin & Hobbes alla fine dell'anno. Questa decisione non è né recente né facile, e la prendo con una certa tristezza. Tuttavia, i miei interessi sono cambiati e credo di aver fatto il possibile all'interno della costrizione delle scadenze giornaliere e dei piccoli spazi. Ho voglia di poter lavorare ad un ritmo più meditato, con meno compromessi sul piano artistico. Non ho ancora deciso sui miei progetti futuri, ma la mia relazione con la Universal Press Syndicate proseguirà.
Che così tanti giornali abbiano pubblicato Calvin & Hobbes è un onore del quale sarò a lungo orgoglioso, ho inoltre apprezzato molto il vostro sostegno e la vostra indulgenza negli ultimi dieci anni. Disegnare questa striscia è stato un privilegio ed un piacere e vi ringrazio per avermene dato l'opportunità".
Bill Watterson
L'ultima striscia di Calvin & Hobbes fu pubblicata il 31 dicembre 1995. Dal ritiro, Bill Watterson si è dedicato alla pittura, principalmente paesaggi boscosi. Ha anche pubblicato diverse antologie delle strip di Calvin & Hobbes.
Vivendo relativamente recluso a Chagrin Falls con sua moglie Melissa, Watterson rifiuta di firmare autografi o di dare interviste, comparendo solo occasionalmente agli occhi del pubblico. Il 21 dicembre 1999 in un breve articolo intitolato Dipinto in un mondo buio ma gentile, scritto da Watterson in occasione dell'abbandono della comic strip Peanuts, pubblicato sul Los Angeles Times, Watterson rispose a 15 domande inviategli da suoi lettori.

## Premi
Watterson ha vinto lo Humor Comic Strip Award del 1988 della National Cartoonist Society, e il Reuben Award nel 1986. È stato il più giovane disegnatore a ricevere questo premio. Ha ricevuto lo stesso premio nel 1988 e nel 1992. Nel 1992 ha ricevuto il premio Alph-art per il miglior fumetto straniero al Festival d'Angoulême con l'albo Il progresso tecnologico fa "boink". Nel 1996 ha ottenuto il Premio Yellow Kid al Salone Internazionale dei Comics. Nel 2014 ha vinto il Grand Prix de la ville d'Angoulême.

## Influenze
In varie interviste, Bill Watterson ha affermato di essere stato influenzato da: Charles Schulz, per la sua opera Peanuts, Walt Kelly dal suo fumetto Pogo e George Herriman per Krazy Kat.
Lo stile di Watterson mostra chiaramente anche l'influenza di Little Nemo in Slumberland, la striscia a fumetti di Winsor McCay dei primi anni del XX secolo. Nel 1990 riconosce il proprio debito verso Krazy Kat di George Herriman nella prefazione al volume The Komplete Kolor Krazy Kat Vol 1: 1935-1936.